# Politbureau van de Communistische Partij van de Sovjet-Unie
Het Politbureau van het Centraal Comité van de Communistische Partij van de Sovjet-Unie (Russisch: Политбюро ЦК КПСС, Politbjuro TsK KPSS) was het beleidmakende orgaan van de Communistische Partij van de Sovjet-Unie (CPSU). Tussen 1952 en 1966 droeg het Politbureau de naam Presidium.
Het Politbureau bestond uit de belangrijkste en machtigste personen van het Centraal Comité. Het Centraal Comité koos het Politbureau om de partij te besturen tussen de sessies van het Centraal Comité in. Het Politbureau moest volgens de partijstatuten verantwoording afleggen aan het Centraal Comité. In werkelijkheid was het Politbureau het ware machtsorgaan waar alle belangrijke beslissingen werden genomen. Het Politbureau bestuurde via de partij ook het land, omdat alle ministers en andere politici lid waren van het Politbureau.
Het Politbureau bestond uit stemhebbende (volledige-) en niet-stemhebbende (kandidaat-)leden. De machtigste leden van het Politbureau waren tevens lid van het Secretariaat. De secretaris-generaal, het hoofd van het Secretariaat was altijd lid van het Politbureau. Ofschoon het Politbureau geen officiële voorzitter kende kan men aannemen dat de secretaris-generaal de vergaderingen van het Politbureau leidde.
In 1990, tijdens het 29ste Congres van de CPSU, werd besloten de macht van het Politbureau over te dragen aan het parlement. In augustus 1991 verdween het Politbureau toen de CPSU werd opgeheven.
Het Politbureau was een mannenbolwerk, door de geschiedenis van de CPSU heen hadden maar een paar vrouwen zitting in dit orgaan.

## Samenstelling Politbureau[2]
- Politbureau 1917, het eerste politbureau
- Politbureau 1919, na herpositionering, met opdracht om de koers van de partij te bepalen
- Politbureau 1924, na de dood van Vladimir Lenin
- Politbureau 1927, na de verwijdering van Leon Trotski
- Politbureau 1934, voor de moord op Sergej Kirov
- Politbureau 1939, na de Grote Zuivering
- Politbureau 1953, na de dood van Jozef Stalin
- Politbureau 1956, na de machtsvestiging door Chroesjtsjov en de eerste golf van destalinisatie
- Politbureau 1966, kort na de machtsvestiging door Brezjnev en de afzetting van Chroesjtsjov
- Politbureau 1982, na de dood van Brezjnev en de benoeming van Andropov
- Politbureau 1985, na overlijden Tsjernenko, benoeming Gorbatsjov en bij het begin van de perestrojka
- Politbureau 1991, laatste samenstelling van het politbureau

## Bron
- Geschiedenis en instellingen van Rusland en de Sovjetunie, 1989, door Jan Neckers (uitgegeven door de BRT en de Teleac)

## Verwijzingen
Partijcongres · Centraal Comité · Secretariaat · Politbureau · Secretaris-generaal